# Kasteel Het Hamel

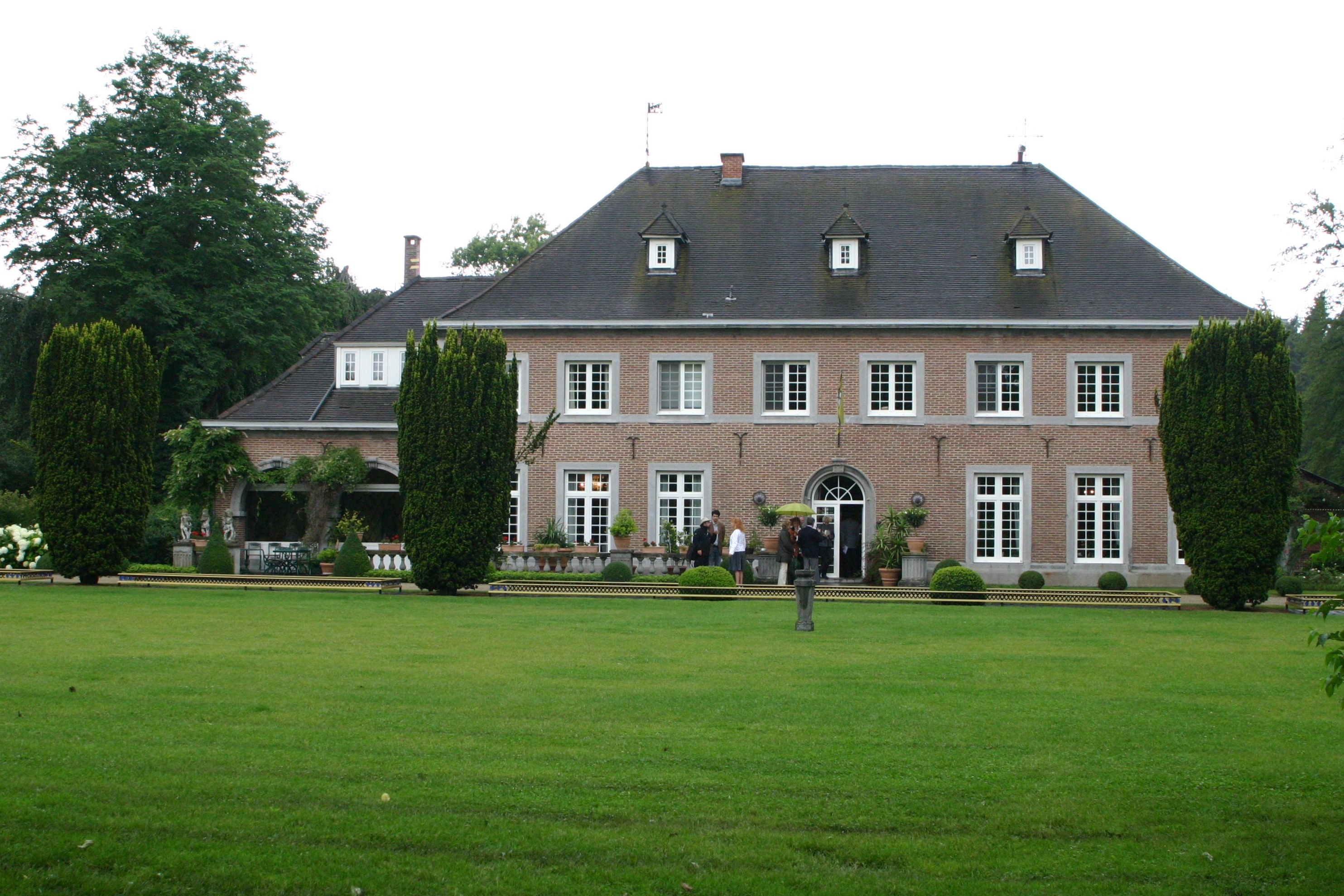
Kasteel Het Hamel in Lummen in 2007)

Kasteel Het Hamel is gelegen bij de Belgisch Limburgse gemeente Lummen.
Het kasteel met bijbehorende kasteelboerderij stamt uit de 18e eeuw. In de Tweede Wereldoorlog is het kasteel grotendeels vernield en later afgebroken. De stallen en de boerderij werden door de familie Moffarts herbouwd tot woning.

## Geschiedenis
Het Hamelsgoet duikt voor het eerst in archiefdocumenten op in 1515. Van een kasteel is er dan nog geen sprake. Het landgoed wordt omschreven als 'een huys ende hof, schuere, stallen metten landen, weyden ende andere toebehoorten'. Tot laat in de 18de eeuw blijft het domein in het bezit van notarissen, schepenen, rentmeesters en andere aanzienlijke personen uit de omliggende steden, die het pachthof verhuren.
De aristocratisering begint eerst in 1789, wanneer het eigendom door het echtpaar Van Henis-Briers als buitenverblijf wordt verworven. Hun dochter huwt met een Zerezo uit Diest. Adèle Zerezo zal een generatie later met senator Van Willigen huwen. Deze laat een plan opmaken voor de aanleg van het park. In dezelfde periode wordt ook een kasteel gebouwd op kort afstand van de oude woning, die tot koetshuis wordt omgebouwd.
In 1947 wordt dit kasteel afgebroken. Jeanne Van Willigen, weduwe van baron Eugène de Moffarts en moeder van Marie-Louise en André, laat in die jaren het huidige landhuis op de grondvesten van de oude woning optrekken door haar schoonzoon ridder Barthélemy de Theux de Meylandt et Montjardin.

## Trivia
In de toekomst wil de Stichting De Moffarts het kasteeldomein het Hamel laten uitgroeien tot een cultureel centrum van Europees niveau, dat zich zal toeleggen op kunst en geschiedenis. De Stichting wordt een ontmoetingplaats waar kunstenaars en historici van eigen bodem in contact kunnen treden met gezaghebbende of beloftevolle buitenlandse collega’s.

## Bron
- Website Stichting De Moffarts

Abdij van Hocht · Abdij van Sinnich · Alden Biesen · Bethaniakasteel · Burcht van Kolmont · Burcht van Bergkelder · Burcht van Loon · Commanderij van Gruitrode · Commanderij van Sint-Pieters-Voeren · De Fonteinhof · De Kapelhof · De Klee · De Termottenhof · Domein Luciebos · Rood Kasteel · Het Wit Kasteel · Hof de Méan · Kasteel Altenbroek · Kasteel Bellevue · Kasteel Borghoven · Kasteel Borgitter · Kasteel Brustem · Kasteel Carolinaberg · Kasteel d'Aspremont-Lynden · Kasteel Daalbroek · Kasteel de Borman · Kasteel de Brouckmans · Kasteel De Burg · Kasteel de Fauconval · Kasteel de Geuzentempel · Kasteel De Motte · Kasteel Den Dool · Kasteel de Pierpont · Kasteel De Schans · Kasteel Dessener · Kasteel van Duras · Kasteel Edelhof · Kasteel Engelhof · Kasteel Gasterbos · Kasteel Genenbroek · Kasteel Gingelom · Kasteel Grevenbroek · Kasteel Groenendaal (Waltwilder) · Kasteel Groot Peteren · Kasteel van Hamal · Kasteel van Henegauw · Kasteel Het Hamel · Kasteel Hoogveld · Kasteel Hulsberg · Kasteel Jonckholt · Kasteel Jongenbos · Kasteel Kaulille · Kasteel Keienheuvel · Kasteel Kewith · Kasteel Lagendal · Kasteel van Landwijk · Kasteel Leva · Kasteel Litzberg · Kasteel Magis · Kasteel Meeuwen-Gruitrode · Kasteel Meylandt · Kasteel Obbeek · Kasteel Ommerstein · Kasteel Peten · Kasteel Pietersheim · Kasteel Printhagen · Kasteel Quanonne · Kasteel Ridderborn · Kasteel Rodenpoel · Kasteel Rootsaert · Kasteel Rosmeulen · Kasteel Scherpenberg · Kasteel Sipernau · Kasteel Terhove · Kasteel Terkoest · Kasteel Terlaemen · Kasteel Ter Mottenhof · Kasteel Trockaert · Kasteel van 's Herenelderen · Kasteel van Betho · Kasteel van Binderveld · Kasteel van Blekkom · Kasteel van Bommershoven · Kasteel de Donnea · Kasteel van Gors · Kasteel van Halbeek · Kasteel van Hamont · Kasteel van Hasselbroek · Kasteel van Heers · Kasteel van Heks · Kasteel van Heurne · Kasteel van Hoepertingen · Kasteel van Kerkom · Kasteel van Kolmont · Kasteel van Loye · Kasteel van Melveren · Kasteel van Menten de Horne · Kasteel van Mombeek · Kasteel van Neerrepen · Kasteel van Nieuwenhoven · Kasteel van Nieuwerkerken · Kasteel van Nonnen-Mielen · Kasteel van Obsinnich · Kasteel van Opleeuw · Kasteel van Ordingen · Kasteel van Ottegraeven · Kasteel van Rijkel · Kasteel van Rooi · Kasteel van Rullingen · Kasteel van Schalkhoven · Kasteel van Sint-Pieters-Heurne · Kasteel van Stevoort · Kasteel van Terbiest · Kasteel van Teuven · Kasteel van Veulen · Kasteel van Wideux · Kasteel van Widooie · Kasteel van Wijer · Kasteel van Wimmertingen · Kasteel van Wurfeld · Kasteel Vilain XIIII · Kasteel Vogelsanck · Kasteel Zangerheide · Merodekasteel · Prinsenhof (Kuringen) · Rentmeesterij van Alden Biesen · Waterburcht (Millen) · Waterburcht van Meldert · Waterkasteel van Schoonbeek · Wijnkasteel Genoels-Elderen